# Teosébia
Santa Teosébia, a Diaconisa foi uma religiosa da igreja primitiva, tendo sido esposa do bispo São Gregório de Níssa.